# 소셜 저스티스 워리어
소셜 저스티스 워리어(영어: social justice warrior, SJW) 또는 대한민국에서 주로 정치적 올바름(PC) 주의자는 페미니즘, 시민권, 다문화주의, 소수 권리, 정체성 정치와 같은 사회 진보적 관점을 도모하는 개인들을 경멸적으로 이르는 용어이다. SJW를 향한 비난은 사회 정의를 추구하는 개인이 확고한 신념보다 개인적 타당화(personal validation)를 추구한다고 주장하며, 해당 개인을 명성을 추구하는 부정직한 사회 정의 주장들 혹은 행동주의와 관계짓는다. 이들은 대게 정치적으로 공화당에 매우 부정적이며 민주당에 우호적인 입장을 띤다.
이 용어는 원래 마하트마 간디, 마틴 루터 킹 주니어 같은 20세기 후반의 사회 정의 운동가들을 이르던 중립적 혹은 긍정적 용어에서 유래되었다. 2011년 트위터에서 처음 출현하기 시작하면서 대체로 긍정적인 원래 의미를 잃고 압도적으로 부정적인 의미로 사용되기 시작했다. 게이머게이트 논쟁 동안 부정적 의미의 사용이 증가했고, 특히 사회적 자유주의, 문화적 포용성, 페미니즘 뿐 아니라 정치적 올바름을 지지하는 것으로 보이는 관점들을 향해 사용되었다.
2015년 8월 옥스포드 사전에 단어가 수록되었다.

## 같이 보기
- 문화막시즘
- 다문화주의 vs 단문화주의
- 언더도그마
- 차별금지법
- 프랑크푸르트 학파
- 페이비언 협회
- 반동주의
- 신마르크스주의
- 비판 이론
- 비판적 인종 이론(CRT)
- 강남좌파
- 조지 소로스 - 급진좌파 세력 최대후원자
- 프레이밍
- 급진적 여성주의
- 사회정의
- 좌익
- 신좌파
- 퇴행적 좌파